# سیارک ۱۵۶۲۹
سیارک ۱۵۶۲۹ (به انگلیسی: 15629 Sriner، نامگذاری:2000HK53) پانزده هزار و ششصد و بیست و نهمین سیارک کشف شده‌است که در ۲۹ آوریل ۲۰۰۰ کشف شد.
قدر مطلق سیارک برابر ۱۶.۲ است.